# 雷鸣镇
雷鸣镇，是中华人民共和国海南省定安县下辖的一个乡镇级行政单位。

## 行政区划
雷鸣镇下辖以下地区：
昌源村、同仁村、北斗村、后埇村、雷鸣村、石锦村、龙梅村、南九村、南安村、山地村、石盘坡村和南里湖风景区。